# KTNプライムニュース
『KTNプライムニュース』（ケイティーエヌプライムニュース ラテン文字表記 : KTN PRIME news evening）はテレビ長崎で夕方に放送されていた長崎県向けのローカルワイドニュース番組である。（フジテレビ発の全国ニュース『プライムニュース イブニング』を内包）

## 概要
キー局であるフジテレビが『プライムニュース イブニング』をスタートさせることに伴い、2015年3月30日から約3年続いた『KTN みんなのニュース』の後継番組として2018年4月2日に放送を開始した。KTNでは『プライムニュース』に移行後も全国ニュースとタイトルを統一し、ローカルニュース部においても『プライムニュース』を冠している。（九州・沖縄地区でのFNN系列局では、KTNの他に、TKU・KTS・OTVの3局がローカルニュースにも『プライムニュース』を冠している）

正式には、『KTNプライムニュース』だが、番組内では『KTNプライムニュース イブニング』とラテン表記されていた。
平日版では、ミニ番組である『プチまる!』の冒頭30秒間で長崎県内のヘッドラインを放送、同番組を挟んで番組本編（フジテレビ発の『プライムニュース イブニング』第1部）へと入る。また、ローカルパートにおいては前身の『KTN みんなのニュース』をほぼ踏襲し、継続するコーナーも存在するが、タイトル変更に合わせて一部コーナー名が変更となっている。
『プライムニュース イブニング』の放送終了に伴い、平日版は2019年3月29日に、週末版も同年3月31日をもってそれぞれ終了し、同年4月2日に放送を開始した『KTN Live News it!』へ継承された。

## 放送時間
平日版
- 2018年4月2日 - 2019年3月29日 月曜日 - 金曜日 16:50 - 19:00

週末版
- 2018年4月7日 - 2019年3月31日 土曜日・日曜日 17:30 - 18:00

## タイムテーブル

### 平日版
- 16:45 - 16:45.30 オープニング・長崎県内ヘッドライン4項目（「長崎」3項目+「特集」）
  - 『KTN みんなのニュース』同様にオープニングは長崎市内の映像を背景にタイトルロゴを配している。ヘッドライン内の読み上げは長崎の2項目と特集の3項目である。
- 16:45.30 - 16:50 『プチまる!』
- 16:50 - 17:53 『プライムニュース イブニング』第1部（フジテレビ発全国ニュース、途中CM入り）
  - 前身の『みんなのニュース』では開始当初、17時台が部分ネットで、放送開始から約半年後にフルネットへ移行されていたが、『プライムニュース イブニング』では番組開始当初より第1部がフルネットされている。
- 17:53 - 18:14 『プライムニュース イブニング』第2部（FNN系列全国28局ネット フジテレビ発全国ニュース、途中CM入り）
- 18:14 - 【月曜 - 木曜】18:47.35/【金曜】18:58.05 『KTNプライムニュース』[注 3]
  - 長崎県内ローカルニュース1
  - 特集
    - 火曜日から木曜日は曜日ごとのコーナーが放送され、火曜日は「パワスポ」、水曜日は「近×ミライ」、木曜日は「心×ドキュメント」が放送される。なお、「パワスポ」は『KTN みんなのニュース』で放送されていた「みんなのSPORTS」の後継コーナーにあたる。
    - 2018年5月からは『KTN みんなのニュース』で放送されていた、子育てなどの話題に特化したコーナー「みんなのたからもの」の後継コーナーとして「Lovebabyたからもの」が不定期に放送されている。コーナー名にある「Lovebaby」とは、2017年4月よりKTNとFM長崎が共同で取り組む「長崎に生まれてくる全ての子どもたちを祝福するプロジェクト」の名称で、KTNでは情報番組『ヨジマル!』のコーナー名（きょうのLovebaby）にも用いられている。

  - 提供クレジット・CM
  - 長崎県内ローカルニュース2
    - 月曜日は「Get's V」を放送。V・ファーレン長崎の試合が行われた翌日など月曜日以外にも放送される場合があるが、反対に試合が無い場合は月曜日であっても放送されない。本コーナーは『KTN みんなのニュース』から継続されており、コーナー名もそのまま引き継がれている。

  - 天気予報
  - CM
  - 長崎県内ローカルニュース3
  - きょうの一言（金曜日は「来週のながさき」の後のCM前に放送）
  - CM
  - 長崎県内ローカルニュース4
  - CM（月曜日から木曜日は提供クレジットも流れ、ローカルパートが終了となる）
  - 以下のタイムテーブルは金曜日のみとなる
    - ウィークリーフラッシュ
    - 週末ガイド - 『KTN みんなのニュース』での『みんなの週末』の後継。
    - 来週のながさき - 『KTN みんなのニュース』での『みんなの来週!』の後継。
    - CM（途中提供クレジットを挟む）
    - 長崎県内ローカルニュース5
    - 来週月曜の特集予告（月曜日から木曜日は「特集」の後に翌日の特集予告が流れる）
    - エンディング（通常は長崎市内の映像に切り替わり、「月曜の予定」3項目（2項目+特集）が画面右下に表示される。当日の内容により「月曜の予定」は省かれることがある）
- 18:58.50 - 19:00（金曜日のみ、月曜日から木曜日は補足事項を参考） 天気予報

### 週末版
- 17:30 - 17:46.40 「プライムニュース イブニング」（FNN系列28局ネット）
  - オープニング、全国ニュース1（途中「PRIME FOCUS」を挟む）、PRIME SPORTS、提供クレジット、CM1、全国ニュース2、FLASH、CM前ジングル
  - 前身の『FNN みんなのニュース Weekend』同様、全国パート終了時に右下に2行で「続いて長崎のニュース（"続いて"は白文字、"長崎のニュース"は黄文字）」が表示される。
- 17:46.40 - 17:48.40 CM2
- 17:48.40 - 17:53.15（日曜日は17:48.40 - 17:52.25） 長崎県内ローカルニュース
- 17:53.15 - 17:54.15（日曜日は17:52.25 - 17:53.55） CM3
- 17:54.15 - 17:55.15（日曜日は17:53.55 - 17:54.55） 天気予報
- 17:55.15 - 17:56（日曜日は17:54.55 - 17:56.10） CM4
- 17:56 - 17:56.15（日曜日は17:56.10 - 17:56.15） 提供クレジット（土曜日のみ）・エンディング[注 3]
  - 土曜日は提供クレジットがあり、映像は『KTN みんなのニュース Weekend』同様、週末版のみで流れるオリジナル映像である。日曜日は5秒間のエンディングのみとなる[注 3]。

## キャスター

### 平日版
平日版は「報道部=ニュース班」が中心となって担当する。MC・リポーター共に『KTN みんなのニュース』から続投となる。
MC
- 磯部翔
- 琴岡美紅

リポーター（記者レポート、中継担当）
- 川波美幸
- 大村咲子
- 本田舞
- 平仙浩教（2018年4月以後は佐世保支社担当記者として出演）
- 後藤綾太（番組終了直後の2019年4月以後製作班異動）

『プチまる!』冒頭に放送されるヘッドラインでは、MC・リポーターから1名（2018年4月以後は平仙を除く）が交替で登場する。

### 週末版
週末版では平日版のリポーターから1名が交替で出演する。